# 阿尔布施塔特
阿尔布施塔特（德語：Albstadt，發音：[ˈalpʃtat] ⓘ）是德国巴登-符腾堡州蒂宾根行政区措伦阿尔布县的城市，面积134.4平方千米，2023年12月31日人口为46,831人。